# 16. април
16. април (16.04) је 106. дан у години по грегоријанском календару (107. у преступној години). До краја године има још 259 дана.

## Догађаји
- 73 — Римљани заузимају тврђаву Масаду чиме је окончан јеврејски устанак (Јудејски рат).
- 1346 — Српски краљ Душан Стефан Немањић у Скопљу крунисан за цара. Проглашена српска патријаршија с првим српским патријархом Јоаникијем.
- 1520 — У Шпанији почиње побуне у Кастиљи и Валенци против Карла V, цара Светог римског царства.
- 1521 — Мартин Лутер, протестантски реформатор, дошао је у град Вормс да би био саслушан пред сабором у Вормсу.
- 1582 — Шпански конквистадор Хернандо де Лерма основао је насеобину Салта у Аргентини са циљем да буде испостава између Буенос Ајреса и Лиме (Перу).
- 1746 — Британска војска у бици код Калодена је поразила јакобитске побуњенике, чиме су отклоњене тежње династије Стјуарт на британски престо.
- 1780 — Основан је универзитет Минстер у Минстеру, Немачка.
- 1818 — Сенат Сједињених Америчких Држава је ратификовао споразум Рус-Багот и тиме је одређена граница са Канадом.
- 1854 — Јосиф Панчић добија српско држављанство након дуго очекиваног отпуста из аустроугарског. Тако стиче услов да постане стални професор у Лицеју у Београду.
- 1856 — Усвојена Париска декларација о поморском праву за време рата.
- 1910 — По први пут отворена је, најстарија, затворена арена за хокеј на леду која се и данас користи, отворена је у Бостону и носи име Метјуз Арена.
- 1912 — Харијет Квимби постаје прва жена која је прелетела авионом преко Ламанша.
- 1917 — Владимир Лењин се вратио у Петроград после изгнанства у Швајцарској.
- 1922 — Немачка и Русија су потписали Рапалски споразум којим је Немачка признала совјетску Русију и којим су обновљени дипломатски и трговински односи.
- 1944 — Савезничка авијација је бомбардовала Београд у Другом светском рату.
- 1945 — Црвена армија је започела коначни напад на немачке снаге око Берлина, са скоро милион војника који су се борили у бици за Зеловске висове.
- 1945 — Америчке трупе у Другом светском рату ушле у немачки град Нирнберг.
- 1945 — Совјетска подморница је потопила немачки избеглички брод Гоја са 7000-8000 путника, што је преживело 183 особе.
- 1947 — У граду Тексас у истоименој држави САД погинуло више од 580 људи у експлозији брода са 2100 метричких тона амонијум-нитрата. То је једна од највећих не-нуклеарних експлозија.
- 1948 — У Паризу основана Организација за економску сарадњу и развој.
- 1964 — Девет људи у Британији осуђено на казне затвора од 25 до 30 година због учешћа у великој пљачки воза 1963. Један од главних актера „пљачке века“ Роналд Бигз успео да побегне из затвора и стигне у Бразил, где је живео до маја 2001, када се предао „Скотланд јарду“.
- 1970 — Под снежном лавином која је затрпала дечји санаторијум у месту Саланш у француским Алпима погинуле 72 особе.
- 1992 — Кошаркаши Партизана савладали су Хувентуд у финалу Купа европских шампиона са 71:70.
- 1996 — Бившег премијера Италије Бетина Краксија италијански суд, на основу оптужнице која га је теретила за корупцију, осудио у одсуству на осам година и три месеца затвора. Кракси побегао у Тунис.
- 2001 — Бивши председник Филипина Џозеф Естрада предао се антикорупцијском суду пошто је тај суд издао налог за његово хапшење због корупције и лажног сведочења. Естрада се повукао са места председника 20. јануара под притиском уличних демонстрација и војске.
- 2002 — Влада Холандије и начелник Генералштаба војске те земље поднели оставке због званичног холандског извештаја о Сребреници, у којем је оцењено да холандске мировне трупе и Уједињене нације сносе део одговорности за пад те енклаве, у јулу 1995, у руке Војске Републике Српске и масакр око 7.500 Муслимана.
- 2003 — У Бечу ухапшен Драган Николић и изручен властима у Србији. Николић у одсуству осуђен на 15 година затвора као саизвршилац у убиству Жељка Ражнатовића.
- 2012 — Почело је суђење Андерсу Берингу Брејвику у Ослу, Норвешка. Он је осуђен на 21 годину затвора за убиство 69 особа на острву Утоја.
- 2012 — Добитници Пулицерове награде су објављени и то је први пут да од 1977 године ниједна књига није освојила награду за Фикцију.
- 2013 — Земљотрес јачине 7,8 је погодио покрајину Систан и Белуџистан у Ирану, најјачи земљотрес у последњих 40 година у Ирану који је убио најмање 35 особа.
- 2021 — Раул Кастро се повукао са места првог секретара Комунистичке партије Кубе.

## Рођења
- 1844 — Анатол Франс, француски књижевник, добитник Нобелове награде за књижевност (1921). (прем. 1924)[1]
- 1867 — Вилбур Рајт, амерички пилот и конструктор авиона. (прем. 1912)[2]
- 1889 — Чарли Чаплин, енглески глумац, комичар, сценариста, редитељ, продуцент и композитор. (прем. 1977)[3]
- 1893 — Федерико Момпу, шпански композитор и пијаниста. (прем. 1987)[4]
- 1896 — Тристан Цара, румунски песник и есејиста. (прем. 1963)[5]
- 1918 — Спајк Милиган, енглеско-ирски комичар, писац, песник, драматург и глумац. (прем. 2002)[6]
- 1919 — Нила Пици, италијанска певачица. (прем. 2011)[7]
- 1921 — Питер Јустинов, британски глумац, редитељ и писац. (прем. 2004)
- 1927 — Папа Бенедикт XVI. (прем. 2022)[8]
- 1936 — Шабан Бајрамовић, српски певач, познат као Краљ ромске музике. (прем. 2008)[9]
- 1939 — Борис Дворник, хрватски глумац, редитељ и сценариста. (прем. 2008)[10]
- 1940 — Маргарета II, краљица Данске.
- 1941 — Неда Спасојевић, српска глумица. (прем. 1981)[11]
- 1942 — Френк Вилијамс, енглески бизнисмен, оснивач и власник Формула 1 тима Вилијамс. (прем. 2021)[12]
- 1947 — Карим Абдул Џабар, амерички кошаркаш.[13]
- 1947 — Ли Керслејк, енглески музичар, најпознатији као бубњар и пратећи певач групе -Uriah Heep}-. (прем. 2020)
- 1950 — Драган Мићаловић, српски глумац. (прем. 2017)[14]
- 1953 — Џеј О. Сандерс, амерички глумац и драматург.[15]
- 1954 — Елен Баркин, америчка глумица и продуценткиња.[16]
- 1960 — Рафаел Бенитез, шпански фудбалер и фудбалски тренер.[17]
- 1960 — Педро Делгадо, шпански бициклиста.
- 1960 — Пјер Литбарски, немачки фудбалер и фудбалски тренер.[18]
- 1961 — Дорис Драговић, хрватска певачица.
- 1964 — Есбјерн Свенсон, шведски џез пијаниста. (прем. 2008)[19]
- 1965 — Џон Крајер, амерички глумац, комичар и редитељ.[20]
- 1965 — Мартин Лоренс, амерички глумац, комичар, музичар, сценариста и продуцент.[21]
- 1966 — Јасна Ђуричић, српска глумица.[22]
- 1968 — Грег Бејкер, амерички глумац и музичар.[23]
- 1971 — Наташа Зверева, белоруска тенисерка.[24]
- 1971 — Селена, америчко-мексичка музичарка, глумица, модел и модна дизајнерка. (прем. 1995)[25]
- 1972 — Кончита Мартинез, шпанска тенисерка.[26]
- 1972 — Паоло Негро, италијански фудбалер и фудбалски тренер.[27]
- 1973 — Ејкон, америчко-сенегалски музичар, музички продуцент и глумац.[28]
- 1977 — Фредрик Јунгберг, шведски фудбалер и фудбалски тренер.[29]
- 1978 — Игор Тудор, хрватски фудбалер и фудбалски тренер.[30]
- 1982 — Борис Дијао, француски кошаркаш.[31]
- 1982 — Џина Карано, америчка глумица, фитнес модел и такмичарка у мешовитим борилачким вештинама.[32]
- 1983 — Џена Брукс, америчка порнографска глумица.[33]
- 1983 — Џејси Керол, америчко-азербејџански кошаркаш.[34]
- 1984 — Клер Фој, енглеска глумица.[35]
- 1985 — Луол Денг, британско-јужносудански кошаркаш.[36]
- 1985 — Владимир Мицов, српски кошаркаш.[37]
- 1985 — Бенхамин Рохас, аргентински глумац и музичар.[38]
- 1987 — Ченк Акјол, турски кошаркаш.[39]
- 1987 — Арон Ленон, енглески фудбалер.[40]
- 1990 — Вангелис Манцарис, грчки кошаркаш.[41]
- 1991 — Кејти Мајли, америчка пливачица.[42]
- 1991 — Никола Пешаковић, српски кошаркаш.[43]
- 1994 — Дамир Фејзић, српски теквондиста.[44]
- 1995 — Ивана Николић, српска певачица и плесачица, најпознатија као чланица групе -Hurricane}-.
- 1996 — Анја Тејлор Џој, америчко-аргентинско-британска глумица и модел.[45]
- 2002 — Сејди Синк, америчка глумица и модел.[46]

## Смрти
- 69 — Отон, римски цар (32)[47]
- 924 — Беренгар Фурлански, краљ Италије и цар Светог римског царства
- 1485 — Вук Гргуревић, (Змај Огњени Вук) титуларни српски деспот и угарски војсковођа.
- 1828 — Франциско де Гоја, шпански сликар[48]
- 1850 — Мери Тисо, француска вајарка (рођ. 1761)[49]
- 1859 — Алексис Клерел Токвил, француски политичар и историчар.[50]
- 1879 — Берандет Субиру, чија је визија Девице Марије претходила стварању светилишта у Лурду у Француској.
- 1899 — Манојло Грбић, српски историчар и писац (рођ. 1844)[51]
- 1947 — Рудолф Хес, официр СС, командант концентрационог логора Аушвиц. (рођ. 1900)[52]
- 1958 — Розалинд Френклин, енглески научник. (рођ. 1920)[53]
- 1972 — Јасунари Кавабата, јапански писац и први Јапанац који је добио Нобелову награду за књижевност.(рођ. 1899)[54]
- 1975 — Сарвепали Радакришнан, индијски филозоф и државник[55]
- 1988 — Халил ал Вазир, војни командант Палестинске ослободилачке организације
- 1991 — Дејвид Лин, енглески филмски редитељ. (рођ. 1908)[56]
- 2021 — Хелен Макрори, енглеска глумица. (рођ. 1968)[57]

## Празници и дани сећања
- Српска православна црква слави:
  - Светог Никиту Исповедника
  - Светог Павла Невољника
  - Светог мученика Улпијана